# The Best of 2015-2022
The Best of 2015-2022 è il quarto album di Álvaro Soler, che raccoglie i più grandi successi del cantante dall'inizio della sua carriera fino al 2022.

## Tracce
1. Sofia – 3:27
2. Solo para ti – 3:18
3. Candela – 2:27
4. La cintura – 3:25
5. Magia – 3:11
6. El mismo sol – 3:00
7. La libertad – 3:12
8. A contracorriente (feat. David Bisbal) – 3:11
9. Manila – 2:24
10. Yo contigo, tú conmigo – 2:57
11. Mañana – 3:32
12. Volar – 3:01
13. Loca – 3:11
14. Si te vas – 2:44
15. Animal – 3:54
16. Loca – 3:32
17. Libre (Italian version) (feat. Emma) – 3:50
18. Alma de luz – 2:35
19. La Cintura (remix) (feat. Flo Rida, Tini) – 3:05
20. El mismo sol (feat. Jennifer Lopez) – 3:08

## Classifiche
| Classifica (2022) | Posizione massima |
| ----------------- | ----------------- |
| Austria           | 19                |
| Germania          | 10                |
| Svizzera          | 8                 |